# Laphria schoutedeni
Laphria schoutedeni là một loài ruồi trong họ Asilidae. Laphria schoutedeni được Bromley miêu tả năm 1935. Loài này phân bố ở vùng nhiệt đới châu Phi.